# Graafschap Boulogne
Het graafschap Boulogne (Frans: le Boulonnais) was een historisch gebied rond Boulogne-sur-Mer en Étaples.
Het gebied ontstond als een Frankische gouw, de pagus Bononiensis. Deze gouw werd in 896 in leen gegeven aan Boudewijn II van Vlaanderen en viel in 965 aan een zijtak van het gravenhuis. De Vrede van Atrecht (1435) voegde het bij de Bourgondische Nederlanden, maar niet voor lang want in de Bourgondische Successieoorlog bezette Frankrijk het weer (1477). Het vormde een noordelijke uitloper van het gouvernement de Picardie. Daarom werd het gebied omstreeks 1789 niet langer ingedeeld bij het departement Somme maar bij Pas-de-Calais.

Boulogne (links) omstreeks 1700
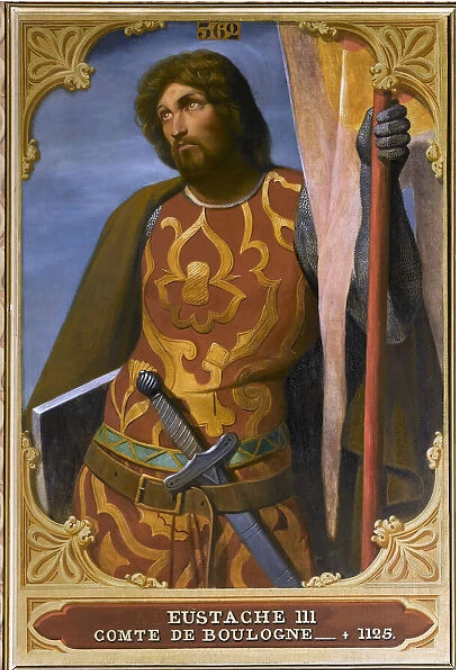
Graaf Eustaas III van Boulogne
Wapen van het Huis Boulogne